# Miočinovići
Miočinovići falu Horvátországban, Sziszek-Monoszló megyében. Közigazgatásilag Petrinyához tartozik. Csak 1948 óta számít önálló településnek.

## Fekvése
Sziszek városától légvonalban 25, közúton 39 km-re, községközpontjától légvonalban 19, közúton 24 km-re délre a Báni végvidék középső részén, a Zrinyi-hegység északi völgyében, Mačkovo Selotól délre, a Petrinjčica-patak mentén  fekszik.

## Története
Valószínűleg a 18. században keletkezett a szomszédos Mačkovo Selo részeként. Nevét lakóiról a Miočinović családról kapta. Területe Zágráb vármegye Petrinyai járásának része volt. 1890-ben 194, 1900-ban 233 lakosa volt. A 20. század első éveiben a kilátástalan gazdasági helyzet miatt sokan vándoroltak ki a tengerentúlra. 1918-ban az új szerb-horvát-szlovén állam, majd később Jugoszlávia része lett. A II. világháború idején a Független Horvát Állam része volt, de lakossága fellázadt a fasiszta hatalom ellen. Sokan csatlakoztak a partizán egységekhez. A háború után a béke időszaka köszöntött a településre. Enyhült a szegénység és sok ember talált munkát a közeli városokban. A délszláv háború előestéjén lakosságának 96%-a szerb nemzetiségű volt. A falu 1991. június 25-én a független Horvátország része lett, de szerb lakossága a Krajinai Szerb Köztársasághoz csatlakozott. A falut 1995. augusztus 6-án a Vihar hadművelettel foglalta vissza a horvát hadsereg. A szerb lakosság többsége elmenekült. 2011-ben 43 lakosa volt.

## Népesség
| Lakosság változása | Lakosság változása | Lakosság változása | Lakosság változása | Lakosság változása | Lakosság változása | Lakosság változása | Lakosság változása | Lakosság változása | Lakosság változása | Lakosság változása | Lakosság változása | Lakosság változása | Lakosság változása | Lakosság változása | Lakosság változása |
| ------------------ | ------------------ | ------------------ | ------------------ | ------------------ | ------------------ | ------------------ | ------------------ | ------------------ | ------------------ | ------------------ | ------------------ | ------------------ | ------------------ | ------------------ | ------------------ |
| 1857               | 1869               | 1880               | 1890               | 1900               | 1910               | 1921               | 1931               | 1948               | 1953               | 1961               | 1971               | 1981               | 1991               | 2001               | 2011               |
| 0                  | 0                  | 0                  | 194                | 233                | 0                  | 0                  | 0                  | 182                | 191                | 191                | 162                | 154                | 153                | 35                 | 43                 |

(1890-ben és 1900-ban településrészként. 1910 és 1931 között az adatait a szomszédos Mačkovo Selohoz számították.)